# Fönsterfluga
Fönsterfluga (Scenopinus fenestralis) är en tvåvingeart som först beskrevs av Carl von Linné 1758.  Fönsterfluga ingår i släktet Scenopinus och familjen fönsterflugor. Arten är reproducerande i Sverige. Inga underarter finns listade i Catalogue of Life.

## Bildgalleri

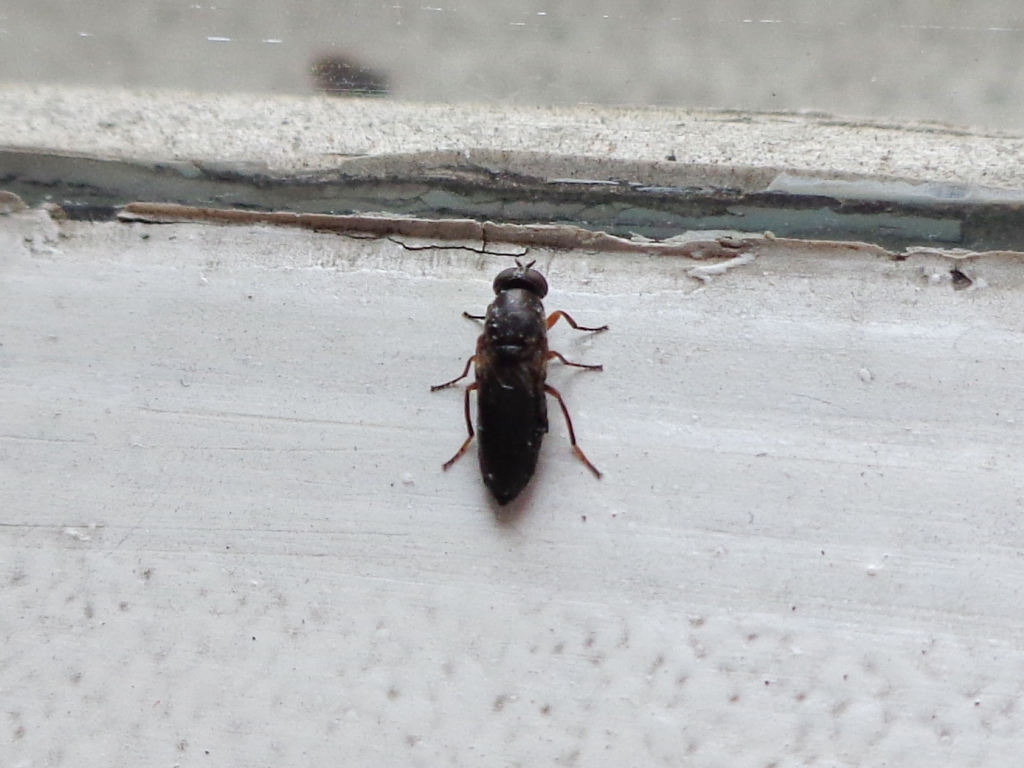